# Robert Saucier
Robert Saucier est né à Edmundston (Nouveau-Brunswick) le 21 mai 1951. Il vit et travaille à Montréal depuis 1974.

## Travail de l’artiste
Robert Saucier s'intéresse aux moyens de communications (radio, télévision, Internet) et à la place de plus en plus grande que ceux-ci occupent dans notre espace physique et intellectuel. Ses œuvres récentes se caractérisent par la présence d'une technologie appliquée où la lumière agit comme source d'énergie activant des récepteurs radios ou des magnétophones. Des machines qui ne peuvent mentir témoigne de l'importance de la météorologie dans le contexte urbain. Les gens du quartier qui fréquentent le parc sont confrontés à des sculptures-machines, fonctionnant à l'énergie solaire, qui captent des bulletins météorologiques sur différentes fréquences radio. Robert Saucier veut démontrer que la météorologie tend à jouer un rôle de placebo en se substituant à la nature et que le citadin médiatise son rapport à la température en appréhendant l'environnement par l'entremise de machines et d'instruments.

### Expositions individuelles
- 2005 - 2007 Infrasense
- 1995 AXE-NéO 7, Hull, (Québec), Optica, Montréal, (Québec), Centre d'exposition Plein sud, Longueuil, (Québec).
- 1994 Obscure, Québec, (Québec).
- 1992 La Chapelle des Templiers, Citadelle de L'Arsenal, Metz, France.
- 1991 Galerie des services culturels du Québec à Paris, Paris, France, Leo Kamen Gallery, Toronto, (Ontario).
- 1990 Eye Level Gallery, Halifax, N.-É.
- 1989 Galerie d'art de l'Université de Moncton, Moncton, N.-B.
- 1988 "Re-constructions de mémoire" Galerie J. Yahouda Meir, Montréal.
- 1985 "46287P 2 exp" Galerie 13, Montréal.
- 1981 "Au lieu de..." Installation, organisé par Articule, Montréal.
- 1981 "Installation-piège" Galerie de l'Université du Québec à Montréal.

### Expositions collectives
- 1995 Musée du Saquenay Lac St-Jean, Chicoutimi, Qc.
- 1994 Leo Kamen Gallery, Toronto.
- 1994 "Empreintes de robots" Galerie d'Art du collège Édouard Montpetit, Longueuil.
- 1994 "Les Ateliers s'exposent 1994", Cobalt Art Actuel, Montréal.
- 1994 "Les arts visuels en Acadie", Congrès mondial acadien, Boutouche, N.-B.
- 1993 "Champs magnétiques", Maison de la Culture Côte des Neiges, Montréal.
- 1993 Musée Sainte-Croix, Poitiers, France.
- 1991 Leo Kamen Gallery, Toronto.
- 1989 "Espèces d'Espace" Galerie de l'UQAM, Montréal.
- 1988 "25 ans d'art visuel en Acadie" Galerie de l'Université de Moncton, N.-B.
- 1987 "De fer et d'acier" Galerie des Arts Lavalin, Montréal.
- 1986 "Absurd-e" Galerie J. Yahouda Meir, Montréal.
- 1985 "Picasso vu par..." Galerie 13, Montréal.
- 1985 "The T-Shirt" Grunwald Gallery, Toronto.
- 1984 "Montréal-tout-terrain", Montréal.
- 1980 - 1981 "Diversité", Musée du Madawaska, Edmundston, N.-B. Galerie Sans Nom, Moncton, N.-B.; Galerie Restigouche, Centre National d'exposition, Campbellton, N.-B.; Galerie de Matane, Matane, Qc, "Art d'après nature", Pavillon Forum des Arts, Terre des Hommes, Montréal. Exposition organisée par Lavalin Inc., itinérante à travers le Canada.
- 1980 "Colloque `80" Galerie de l'UQAM, Montréal.
- 1980 "Du neuf à cinq" Articule, Montréal.
- 1979 "Biennale II du Québec" Centre Saydie Bronfman, Montréal.

### Catalogues d’expositions
- 1994 Empreintes de robots, La galerie d'art du collège Édouard Montpetit, Lonqueuil, (Québec).
- 1994 Les Ateliers s'exposent 1994, production du Centre de diffusion en arts visuels Cobalt, Montréal.
- 1989 Espèces d'Espace, Galerie de l'UQAM, Montréal.
- 1987 De fer et d'acier, Galerie des Arts Lavalin, Montréal.
- 1984 Montréal-tout-terrain, Montréal.
- 1983 Œuvres des anciens, Centre universitaire St-Louis Maillet, Edmundston, N.-B.
- 1981 Au lieu de..., Articule, Montréal.
- 1980 Du Neuf à Cinq, Montréal.
- 1980 Diversité, ministère des Affaires intergouvernementales, Québec.
- 1980 Art d'après Nature, Lavalin Inc., Montréal.
- 1979 Biennale II du Québec, Centre Saidye-Bronfman, Montréal.

### Études et formations
- 1985-1988 Université du Québec à Montréal, maîtrise en arts plastiques, concentration création.
- 1973-1977 Université du Québec à Montréal, baccalauréat spécialisé en arts plastiques, option sculpture.
- 1969-1973 Université de Moncton, Centre universitaire Saint-Louis-Maillet, Edmundston, N.-B., baccalauréat ès Art, mention arts visuels.

## Prix et récompenses
Bourses :
- 1992 Ministère des Affaires culturelles du Québec.
- 1991 Conseil des Arts du Canada, Bourses "B".
- 1990 Ministère des Affaires culturelles du Québec.
- 1989 Conseil des Arts du Canada, Bourses "B".
- 1988 Ministère des Affaires culturelles du Québec.
- 1987 Conseil des Arts du Canada.
- 1985 Ministère des Affaires Culturelles du Québec, ressources techniques.
- 1984 Conseil des Arts du Canada et Ministère des Affaires Culturelles du Québec.
- 1982 Conseil des Arts du Canada.
- 1980 Entente de coopération Québec/Nouveau-Brunswick.
- 1979 Ministère des Affaires culturelles du Québec.